# غويلرمو كليمنس
غويلرمو كليمنس (بالإسبانية: Guillermo Clemens)‏ (26 نوفمبر 1988 في المكسيك - ) هو لاعب كرة قدم مكسيكي في مركز الهجوم. لعب مع نادي سيلايا.

## وصلات خارجية
- غويلرمو كليمنس على موقع قاعدة بيانات كرة القدم.إي يو (الإنجليزية)
- غويلرمو كليمنس على موقع Soccerway.com (الإنجليزية)